# Гелзув (Свентокшиське воєводство)
Гелзув (пол. Giełzów) — село в Польщі, у гміні Ґоварчув Конецького повіту Свентокшиського воєводства.
Населення — 373 особи (2011).
У 1975-1998 роках село належало до Радомського воєводства.

## Демографія
Демографічна структура на день 31 березня 2011 року:
|          | Загалом | Допрацездатний вік | Працездатний вік | Постпрацездатний вік |
| -------- | ------- | ------------------ | ---------------- | -------------------- |
| Чоловіки | 202     | 48                 | 129              | 25                   |
| Жінки    | 171     | 28                 | 85               | 58                   |
| Разом    | 373     | 76                 | 214              | 83                   |